# Rodas
Pour les articles homonymes, voir Rodas (homonymie).
Rodas est une ville et une municipalité de Cuba dans la province de Cienfuegos.

## Géographie

### Situation
Rodas est à l'ouest du centre de l'île de Cuba, dans le nord-ouest de la province de Cienfuegos, 
à 220 km est-sud-est de La Havane
et 25 km nord-ouest de sa capitale de province Cienfuegos.

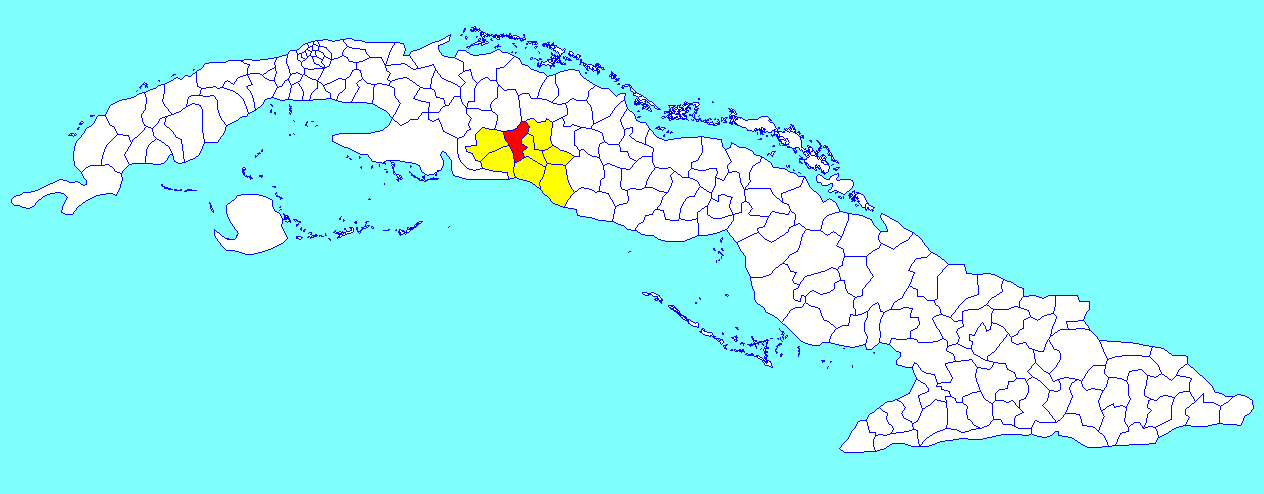
Municipalité de Rodas dans la province de Cienfuegos

### Divisions administratives
La municipalité comprend neuf consejos populares :
- Rodas 1
- Rodas 2
- Cartagena
- Congojas
- Ariza
- 14 de Julio
- 5 de Septiembre
- Santiago de Cartagena
- Medidas

## Population
En 2022 la population de la municipalité est estimée à 32 719 habitants. Pour une surface de 572,7 km2, la densité est de 57,13 habitants/km².

## Personnalités nées à Rodas
- Guillermo Portabales, chanteur et guitariste, né en 1911
- Osmel Sousa, entrepreneur, né en 1946
- Norberto Téllez, athlète, né en 1972